# Гунжэнь чжилу
Гунжэнь чжилу (工人之路, Gōngrén zhīlù, Рабочий путь) — общественно-политическая газета на китайском языке, издававшаяся в Дальне-Восточном крае СССР. Была печатным органом Дальне-Восточного крайкома ВКП(б).
В 1933 году тираж составлял 7 тыс. экземпляров.
Первый номер газеты вышел в Чите в 1922 году. Затем стала выходить в Хабаровске (в 1924 году непродолжительное время издавалась во Владивостоке). В апреле 1938 года издание газеты было прекращено.